# Aldeia dos Fernandes

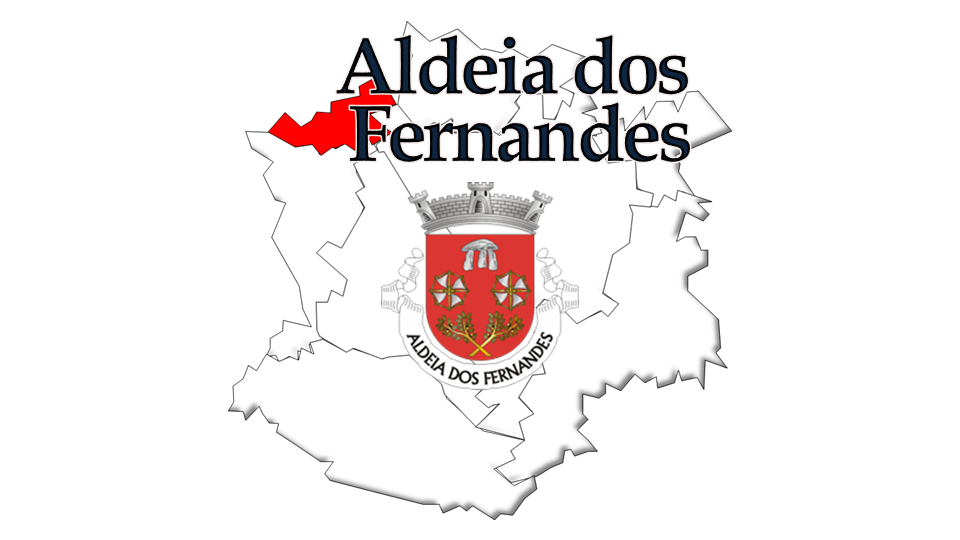
Freguesia de Aldeia dos Fernandes

Aldeia dos Fernandes é uma povoação portuguesa sede da Freguesia de Aldeia dos Fernandes do Município de Almodôvar, freguesia com 21,26 km² de área e 515 habitantes (censo de 2021), tendo, por isso, uma densidade populacional de 24,2 hab./km².
A freguesia foi criada pela lei 92/85, de 4 de outubro, com lugares desanexados das freguesias de Almodôvar e Gomes Aires.

## Demografia
A população registada nos censos foi:
| Distribuição da População por Grupos Etários | Distribuição da População por Grupos Etários | Distribuição da População por Grupos Etários | Distribuição da População por Grupos Etários | Distribuição da População por Grupos Etários |
| -------------------------------------------- | -------------------------------------------- | -------------------------------------------- | -------------------------------------------- | -------------------------------------------- |
| Ano                                          | 0-14 Anos                                    | 15-24 Anos                                   | 25-64 Anos                                   | > 65 Anos                                    |
| 2001                                         | 62                                           | 89                                           | 315                                          | 153                                          |
| 2011                                         | 69                                           | 31                                           | 285                                          | 151                                          |
| 2021                                         | 63                                           | 48                                           | 238                                          | 166                                          |

## Brasão
Escudo de vermelho, com duas armações de moinho de ouro, cordoadas do mesmo e vestidas de prata, alinhadas em faixa, entre anta arqueológica de prata, realçada de negro em chefe e dois ramos de azinheira de ouro, folhados e landados do mesmo, com os casculhos de negro e os pés passados em aspa, em campanha. Coroa mural de prata de três torres. Listel branco, com legenda a negro: 'Aldeia dos Fernandes'.

## Economia
Situada no Baixo Alentejo, entre as vilas de Almodôvar e de Ourique, a Aldeia dos Fernandes, é uma pequena localidade que vive essencialmente da construção civil e da agricultura. No entanto, nos últimos anos, a actividade mineira tem-se tornado uma importante fonte de rendimento para um número considerável de habitantes. De facto, a sua proximidade com as Minas Neves Corvo (cerca de 18 km) tem levado muitos fernandenses a procurar trabalho nesse ramo.
Para além disso, esta pequena aldeia alentejana conta com algum comércio, nomeadamente cafés, mercearias, talho, entre outros. A falta de emprego nesta zona do Baixo Alentejo tem levado a que muitos recorressem à emigração, sobretudo para países como França, Suíça e Alemanha.

## Coletividades
Nesta pequena aldeia alentejana são muitos os que gostam de praticar desporto, sobretudo futebol e, como tal, criaram uma equipa de futebol, o Fernandes Atlético Clube de Aldeia dos Fernandes e ainda a equipa de ciclismo e BTT, chamada de CicloFernandense. Para além disso, também existe uma associação columbófila, denominada Asas Fernandenses, o Clube de Caçadores da Aldeia dos Fernandes e ainda dois grupos motard, denominados de Xabassa Mosquitos e Xabassa Barrocos.
Para enriquecer e dinamizar ainda mais esta mui nobre aldeia do Sul Alentejano, existe ainda a Associação de Solidariedade da Aldeia dos Fernandes e a Casa da Cultura da Aldeia dos Fernandes que realizam inúmeras atividades de cariz desportivo, social e cultural.

## Festas
A Aldeia dos Fernandes é também conhecida como a "La Capital", ou seja, como a capital dos bailes, devido à quantidade e enorme qualidade que as suas festas oferecem, não só aos seus conterrâneos, como também a todas as centenas de pessoas que as visitam frequentemente, atingindo o seu expoente máximo durante as Festas de Verão da Aldeia dos Fernandes que se realizam anualmente no 3.º fim-de-semana de agosto. 

## Património
- Igreja Paroquial
- Menir de Aldeia dos Fernandes
- Necrópole da Abóbada